# Luci Terenci Istra
Luci Terenci Istra (en llatí Lucius Terentius Istra) va ser un magistrat romà que va tenir la seva activitat durant el segle ii aC. Formava part de la gens Terència.
Va ser pretor l'any 182 aC i va obtenir el govern de l'illa de Sardenya com a província a títol de propretor. L'any 180 aC va ser triumvir (Triumviri coloniae deducendae) per la fundació d'una colònia romana a Graviscae.